# جاكوبي شيبرد
جاكوبي شيبرد (بالإنجليزية: Jacoby Shepherd)‏ هو لاعب كرة قدم أمريكية ولاعب كرة قدم كندية أمريكي، ولد في 31 أغسطس 1979 في لوفكين في الولايات المتحدة.

## وصلات خارجية
- جاكوبي شيبرد على موقع مرجع كرة القدم المحترفة.كوم (الإنجليزية)